# Magellanbekassine
Die Magellanbekassine (Gallinago magellanica), Syn. Scolopax Magellanicus, ist eine Vogelart aus der Familie der Schnepfenvögel (Scolopacidae).
Noch vor kurzem wurde die Art als Unterart der Pantanalbekassine (G. paraguaiae) angesehen und als Gallinago paraguaiae magellanica bezeichnet.
Aufgrund von Unterschieden in der Lautgebung wurde die Art abgetrennt und als eigenständig betrachtet.
Der Vogel kommt in Argentinien, Chile, Uruguay und auf den Falklandinseln vor.
Der Lebensraum umfasst Moore, grasbewachsene Pampa, überschwemmte Felder und Steppen, auch Sümpfe bis 2000 m Höhe.
Der Artzusatz bezieht sich auf die Magellanstraße. Im ornithologischen Gebrauch wird damit auch das südliche Patagonien, Feuerland und die dazugehörigen Inseln gemeint.

## Merkmale
Die Art ist etwa 29–31 cm groß und wiegt um die 110 g. Diese Bekassine ist klein und sieht praktisch identisch aus wie die Pantanalbekassine (G. paraguaiae), wuchtig mit niedrigem Körper und kurzem Hals, rechteckigem Kopf, hoher Stirn, mit weit hinten sitzenden Augen und sehr langem, geradem dicken Schnabel und kurzen Beinen. Die Grundfarbe ist braun, der Kopf ist längs gestreift, die Oberseite kräftig gezeichnet mit weißlichen, gelbbraunen und rotbraunen Streifen, die Brust ist unregelmäßig fein gefleckt. Der Bauch ist weiß, die Flanken sind unregelmäßig gebändert. Der Schwanz ist auf der Oberseite überwiegend rötlich mit unregelmäßigen Binden und weißen Spitzen. Die Iris ist dunkelbraun, der Schnabel  zart rosafarben mit schwarzer Spitze, die Beine sind gelblich.
Die Geschlechter unterscheiden sich nicht. Es gibt keine saisonale Variation. Jungvögel haben
sauberer gefranste und hellbraune Flügeldecken.
Die Art unterscheidet sich von der Pantanalbekassine durch mehr rötliche und weniger schwärzliche Färbung der Oberseite, und rotbraune, weniger ausgeprägte Zeichnung der Unterseite. Die Flügel sind auch etwas länger.

## Geografische Variation
Die Art ist monotypisch.

## Stimme
Die Lautäußerungen sind langsamer und rhythmischer verglichen mit denen der Pantanalbekassine, zusätzlich kann man einen wiederholten zweisilbigen abgehackten Ruf vernehmen, den man bei der letztgenannten Bekassine nicht hört.
Der im Flug mit den Schwanzfedern erzeugte Wimmerton ist synkopischer und in Paaren oder Gruppen von Pulsen organisiert, während er bei der Pantanalbekassine ungeordneter und allmählich länger werdend zu hören ist.
Der Bettelruf wird als gleichmäßiges Pfeifen „peeuw...peeuw...peeuw…“ beschrieben.
Ein Ruf besteht aus einer Folge identischer Laute, gleichmäßig und langsam „...kek..kek..kek..kek..kek..“, ein anderer aus zwei abwechselnden, unterschiedlichen raspelartigen Tönen, in gleichmäßigem Tempo wiederholt „...rek..kek....rek...kek....rek...kek…“
Im Fluge ist ein kurzer raspelalteriger Ton in unregelmäßigen Abständen zu hören. Der Alarmruf ist ein schnelles „KEK.kek.kek.....kek.kek..“.

## Lebensweise
Die Art ist anders als die Pantanalbekassine (G. paraguaiae) ein Teilzieher, aus dem tiefen Süden ziehen die Vögel im Winter von April bis Juli nach Norden nach Argentinien und Uruguay.
Die Nahrung besteht wohl aus Wirbellosen, die durch Stochern im Schlamm gesucht werden, normalerweise allein.
Die Brutzeit liegt zwischen August und November, auf den Falklandinseln von Juli bis Februar, hauptsächlich aber zwischen August und Oktober. Das Nest ist eine etwa 2 cm tiefe und 10–12 cm große Mulde in Büscheln aus hohem Gras, meist in der Nähe des Wassers. Das Gelege besteht aus 2 Eiern.

## Gefährdungssituation
Der Bestand gilt als „nicht gefährdet“ (Least Concern).